# Les Bêtises (film)
Pour les articles homonymes, voir Les Bêtises.
Pour plus de détails, voir Fiche technique et Distribution.
Les Bêtises est une comédie française réalisée par Rose et Alice Philippon et sortie en 2015.

## Historique
Il s'agit du premier film des sœurs Rose et Alice Philippon.
Les Bêtises est une adaptation du court métrage de fin d'études de Rose à la Fémis.

## Synopsis
François est un trentenaire rêveur et maladroit. Il a été adopté et a entamé des démarches pour entrer en contact avec sa mère biologique. Celle-ci ne souhaite pas le rencontrer. Cependant, après avoir réussi à obtenir ses coordonnées, il décide de se présenter tout de même chez elle. Une fois sur place, il se rend compte qu'une fête se prépare, il en profite pour se faire passer pour l'extra, embauché au service pour la soirée, afin d'approcher sa mère. Mais sa gaucherie ne va pas tarder à le faire remarquer...

## Fiche technique
- Titre : Les Bêtises
- Produit par : Antoine Denis
- Écrit et réalisée par : Rose et Alice Philippon
- Image : Nicolas Gaurin
- Son : Aline Huber, Loïc Prian, Ivan Gariel
- Montage : Nicolas Desmaison
- Assistant réalisateur : Yannick Karcher
- Scripte : Magali Frater
- Costumes : Karine Vintache
- Décors : Matthieu Bufler
- Casting : Nicolas Ronchi
- Régie générale : Nicolas Beaussieu
- Directeur de production : Diego Urgoiti-Moinot
- Musique originale : Fred Avril
- Société de production :
  - Asa Films présente
  - En coproduction avec Rezo Productions
  - Avec la participation de Canal+ et de Ciné+
  - Avec le soutien de Région Alsace et de la Communauté urbaine de Strasbourg en partenaire de CNC
  - En association avec Cofimage 25 et la Sofica EDCA avec le soutien de Uni Étoile 9 Département
- Distributeur : Rezo Films
- Pays d'origine :  France
- Genre : comédie
- Durée : 79 minutes
- Date de sortie :
  -  France : 22 juillet 2015

## Distribution
- Jérémie Elkaïm : François
- Sara Giraudeau : Sonia
- Jonathan Lambert : Fabrice
- Anne Alvaro : Élise
- Alexandre Steiger : Philippe
- et Jacques Weber : André
- avec la participation de Frédéric Pierrot : Le fonctionnaire

et (par ordre d'apparition)
- Cécile Fisera : Élise jeune
- Audrey Daoudal : la femme du bus
- Xavier Boulanger : l'homme à l'arrêt de bus
- Gontran Froehly : l'homme de l'échafaudage
- Cyril Couton : l'extra
- Marie Seux : Irène
- Béatrice de Staël : Édith
- Yvon Wust : René
- Fayssal Benbahmed : le diable
- Sébastien Bizzotto : le mariachi
- Mathieu Alexandre : le homard
- Et les bébés : Louis Combes et Fay Le Goaster
- Le chien : Bounty

## Distinctions

### Nominations
- 21e cérémonie des prix Lumières 2016 : nomination pour le Prix Lumières du meilleur espoir féminin pour Sara Giraudeau
- 41e cérémonie des César 2016 : nomination pour le Meilleur espoir féminin pour Sara Giraudeau